# Charaxes saperanus
Espèce
Charases saperanus est une espèce de papillons de la famille des Nymphalidae, de la sous-famille des Charaxinae et du genre Charaxes.

## Systématique
L'espèce Charaxes saperanus a été décrite par Edward Bagnall Poulton en 1926 sous le nom initial de Charaxes fulvescens saperanus.

## Description
Charaxes saperanus est un grand papillon aux ailes antérieures à bord externe concave et ailes postérieures munies d'une queue. Le dessus des ailes est orange avec une ligne submarginale d'ocelles et beige dans leur partie basale. Le revers est beige marbré avec une ligne submarginale d'ocelles discrets aux ailes antérieures, beige centrés de gris argent aux ailes postérieures.

## Biologie

### Plantes hôtes
Les plantes hôtes de sa chenille sont des Allophylus.

## Écologie et distribution
Il est n'est présent qu'à Mayotte.